# H-11 Bolko
H-11 Bolko – polski uniwersalny holownik projektu B860 w służbie 8. Flotylli Obrony Wybrzeża Marynarki Wojennej, zaprojektowany w Polsce i zbudowany w stoczni Remontowa Shipbuilding w Gdańsku jako pierwsza jednostka z sześciu zamówionych przez Inspektorat Uzbrojenia MON.

## Budowa
Przetarg na budowę jednostki rozstrzygnięto w listopadzie 2016 roku. W czerwcu 2017 roku MON podpisało umowę z wykonawcą. Cięcie blach na jednostkę prototypową, budowaną pod numerem B860/1, rozpoczęto 16 listopada 2017 roku, a uroczyste położenie stępki (przyspawanie okolicznościowego medalu do wykonanej już sekcji dna) miało miejsce 23 stycznia 2018 roku. 8 października 2018 roku odbyło się uroczyste wodowanie i chrzest pierwszego holownika o nazwie „Bolko”. 10 stycznia 2020 roku, zakończyły się próby zdawczo-odbiorcze jednostki, a wejście do służby w składzie 12. Dywizjonu Trałowców nastąpiło 26 lutego 2020.

## Opis
Holownik ma 29,2 m długości i szerokość wynoszącą 10,4 m. Wyporność holownika wynosi 490 ton, natomiast uciąg jest szacowany na ponad 35 ton. Jednostkę napędzają dwa silniki wysokoprężne, każdy o mocy 1200 kW, pracujące na dwa pędniki azymutalne. Załoga holownika liczy 10 ludzi. Holownik nie będzie prowadził działań wyłącznie holowniczych w strukturach sił Marynarki Wojennej. Inne zadania to: podejmowania z wody materiałów niebezpiecznych i torped, transport osób i zaopatrzenia oraz neutralizacja zanieczyszczeń. Dodatkowo: przy wsparciu akcji ratowniczych, wsparciu logistycznym na morzu i w portach oraz wykonywaniu działań związanych z ewakuacją techniczną. Ostatnim z wykonywanych przez holowników zadań jest zabezpieczenie bojowe.